# Чарлс Кристи
Чарлс Кристи (на английски: Charles H. V. Christie) е собственик на филмово студио в САЩ, родом от Канада.
Той е сред 36-мата основатели на Академията за филмово изкуство и наука в Бевърли Хилс.

## Биография
Роден в Лондон, провинция Онтарио, Канада, Чарлз и брат му Ал напускат дома си, за да продължат кариерата си в нововъзникващата киноиндустрия. Печелят в Холивуд, САЩ достатъчно пари, работейки във филми, за да закупят имот в Лос Анджелис и да създадат свое собствено филмово студио за комедийни филми „Кристи“. Чарлс е основно администратор, докато брат му Ал се занимава със създаването на филмите. Скоро братята Кристи стават двама от най-влиятелните филмови магнати в Холивуд.
Сривът на фондовия пазар през 1929 г. и последвалата Голяма депресия се оказват пагубни за бизнеса и през януари 1933 г. компаниите на братя Кристи обявяват банкрут, а студийните активи са придобити от друга голяма филмова компания. Брат му остава и продължава да работи с новите собственици на студиото, продуцирайки комедии, а Чарлс се пренасочва към продажбата на недвижими имоти.
Чарлс Кристи умира в Холивуд. Погребан е в гробището „Холивуд Форевър“, Холивуд. Той има звезда на Холивудската алея на славата на Вайн Стрийт 1719.